# Plopi (okręg Mehedinți)
Plopi – wieś w Rumunii, w okręgu Mehedinți, w gminie Tâmna. W 2011 roku liczyła 437 mieszkańców.